# Neenton
Neenton är en ort och civil parish i Storbritannien.   Den ligger i grevskapet Shropshire i riksdelen England, i den södra delen av landet, 200 km nordväst om huvudstaden London. Neenton ligger 171 meter över havet och antalet invånare är 142.
Terrängen runt Neenton är platt åt nordost, men åt sydväst är den kuperad. Runt Neenton är det ganska tätbefolkat, med 83 invånare per kvadratkilometer. Närmaste större samhälle är Bridgnorth, 9,6 km nordost om Neenton. Trakten runt Neenton består till största delen av jordbruksmark.